# Petite Rhue d’Eybes
Die Petite Rhue d’Eybes (manchmal auch nur Rhue d’Eybes genannt) ist ein kleiner Fluss in Frankreich, im Département Cantal in der Region Auvergne-Rhône-Alpes.
Er entspringt in den Monts du Cantal, an der Ostflanke des Suc Gros, im Gemeindegebiet von Le Claux, im Herzen des Regionalen Naturparks Volcans d’Auvergne. Das Flüsschen verläuft in nördlicher Richtung und mündet nach rund 8 Kilometern südlich von Cheylade als linker Nebenfluss in die Petite Rhue.

## Orte am Fluss
- Eybes gehört zum Gemeindegebiet von Le Claux und ist Namensgeber des Flüsschens.

## Sehenswürdigkeiten
- Wasserfall Cascade de la Roche nahe dem Zusammenfluss mit der Petite Rhue.